# Richard Zander
Pour les articles homonymes, voir Zander.
Richard Zander, né le 3 mars 1964 à Portland (Oregon, États-Unis), est un patineur artistique allemand, double champion d'Allemagne 1987 et 1989.

## Biographie

### Carrière sportive
Richard Zander est né à Portland en Oregon, de parents allemands. En 1980, il déménage en Allemagne pour se concentrer sur l'entraînement de patinage artistique. Il représente le club d'Oberstdorf (EC Oberstdorf) et est entraîné par Karin Doherty. Il est double champion d'Allemagne en 1987 et 1989.
Il représente son pays à six championnats européens (1985 à Göteborg, 1986 à Copenhague, 1987 à Sarajevo, 1988 à Prague, 1989 à Birmingham et 1990 à Léningrad), quatre mondiaux (1985 à Tokyo, 1986 à Genève, 1987 à Cincinnati et 1990 à Halifax) et aux Jeux olympiques d'hiver de 1988 à Calgary.
Il arrête les compétitions sportives après les mondiaux de 1990 à l'âge de 26 ans.

## Palmarès
| Compétition                         | 1981    | 1982    | 1983    | 1984    | 1985    | 1986    | 1987    | 1988    | 1989    | 1990    |  |  |  |  |
| Jeux olympiques d'hiver             |         |         |         |         |         |         |         | 11e     |         |         |  |  |  |  |
| Championnats du monde               |         |         |         |         | 11e     | 11e     | 9e      |         |         | 7e      |  |  |  |  |
| Championnats d’Europe               |         |         |         |         | 8e      | 9e      | 6e      | 5e      | A       | 5e      |  |  |  |  |
| Championnats des États-Unis         | 11e     |         |         |         |         |         |         |         |         |         |  |  |  |  |
| Championnats d'Allemagne de l'Ouest |         | 7e      | 9e      | 5e      | 2e      | 2e      | 1er     | 2e      | 1er     | 2e      |  |  |  |  |
|                                     |         |         |         |         |         |         |         |         |         |         |  |  |  |  |
| Autre compétition                   | 1980/81 | 1981/82 | 1982/83 | 1983/84 | 1984/85 | 1985/86 | 1986/87 | 1987/88 | 1988/89 | 1989/90 |  |  |  |  |
| Skate Canada                        |         |         |         |         |         |         |         | A       |         |         |  |  |  |  |
| Coupe d'Allemagne                   |         |         |         |         |         |         |         |         |         | 6e      |  |  |  |  |
| Légende : A = Abandon               |         |         |         |         |         |         |         |         |         |         |  |  |  |  |